# غشاء البلاستيدات الخضراء
تحتوي البلاستيدات الخضراء (بالانجليزية: Chloroplasts) على العديد من الأغشية المهمة والحيوية لوظيفتها، مثل الميتوكوندريا تحتوي البلاستيدات الخضراء على غلاف مزدوج الغشاء يسمى غلاف البلاستيدات الخضراء ولكن على عكس الميتوكوندريا تحتوي البلاستيدات الخضراء أيضًا على هياكل غشاء داخلية تسمى الثايلاكويدات علاوة على ذلك، قد يحيط غشاء واحد أو غشاءان إضافيان بالبلاستيدات الخضراء في الكائنات الحية التي خضعت للتعايش الداخلي الثانوي، مثل الطحالب اليوغلينية (euglenids) وchlorarachniophytes.
تأتي البلاستيدات الخضراء عبر التعايش الداخلي عن طريق غمر بكتيريا زرقاء ضوئية بواسطة خلية حقيقية النواة، بالفعل ميتوكوندريا. على مدى ملايين السنين، تطورت البكتيريا الزرقاء التعايش الداخلي هيكليًا ووظيفيًا، واحتفظت بحمضها النووي والقدرة على الانقسام عن طريق الانشطار الثنائي (ليس الانقسام الفتيلي) ولكنها تخلت عن استقلاليتها عن طريق نقل بعض جيناتها إلى الجينوم النووي.

البلاستيدات الخضراء: 1_صفيحة 2_جزء بين الغشائين 3_غشاء خارجي 4_غشاء داخلي 5_ستروما 6_ صفيحة جرانا 7_جرانم 8_رايبوسوم 9_الحمض النووي 10_ثايلاكويد 11_نشا 12_كرة دهون

## الأغشية المغلفة
كل من أغشية المغلفة عبارة عن طبقة ثنائية للدهون يتراوح سمكها بين 6 و 8 نانومتر، تم العثور على تركيبة الدهون في الغشاء الخارجي لتكون 48٪ phospholipids فسفوليبيد، 46٪ galactolipids جلاكتوليبيد و7٪  sulfolipids سلفوليبيد، بينما وجد أن الغشاء الداخلي يحتوي على 16٪ فوسفوليبيدات، 79٪ جلاكتوليبيد و5٪ سلفوليبيد في البلاستيدات.
يكون الغشاء الخارجي منفذاً لمعظم الأيونات والمستقلبات، لكن الغشاء الداخلي للبلاستيدات الخضراء شديد التخصص ببروتينات النقل. على سبيل المثال يتم نقل الكربوهيدرات عبر غشاء الغلاف الداخلي بواسطة ناقل ثلاثي الفوسفات، يتم فصل غشائي الغلاف بفجوة تتراوح بين 10 و 20 نانومتر تُسمى الفضاء (الفراغ) بين الغشاء.

## غشاء الثايلاكويد
داخل أغشية الغلاف توحد المنطقة المسماة السدى (stroma) ويوجد نظام لربط مقصورات الغشاء المسطحة تسمى الثايلاكويدات يتشابه غشاء الثايلاكويد تمامًا في تكوين الدهون مع غشاء الغلاف الداخلي، حيث يحتوي على 78٪ جلاكتوليبيد و15.5٪ فوسفوليبيد و 6.5٪ سلفوليبيد في البلاستيدات الخضراء، يحتوي غشاء الثايلاكويد بقسم مائي واحد مستمر يسمى تجويف الثايلاكويد.
هذه هي مواقع امتصاص الضوء وانتاج ATP، وتحتوي على العديد من البروتينات، بما في ذلك تلك المشاركة في سلسلة نقل الإلكترون. صبغات التمثيل الضوئي مثل الكلوروفيل أ، ب، ج، على سبيل المثال الزانثوفيل (xanthophylls)، الكاروتينات، phycobilins مدمجة أيضًا داخل الغشاء الحبيبي. باستثناء الكلوروفيل أ، فإن جميع الأصباغ الأخرى المرتبطة بها هي *accessory* وتنقل الطاقة إلى مراكز التفاعل في Photosytem الأول والثاني
تحتوي أغشية الثايلاكويد على النظامين الضوئيين الأول والثاني اللذين يجمعان الطاقة الشمسية لإثارة الإلكترونات التي تنتقل عبر سلسلة نقل الإلكترون . يستخدم هذا الانخفاض المفرط في الطاقة الكامنة على طول الطريق لسحب أيونات H + (وليس ضخها!) من تجويف الثايلاكويد إلى العصارة الخلوية للبكتيريا الزرقاء. أو سدى البلاستيدات الخضراء، يتم تشكيل تدرج H +شديد الانحدار، مما يسمح بحدوث التشنج الكيميائي حيث يخدم ATP-synthase (بروتين تصنيع ATP) الثايلاكويد عبر الطرقات وظيفة مزدوجة كـ «بوابة» أو قناة لأيونات H + وموقع تحفيزي لتشكيل ATP من
-ADP + a PO43 .
أظهرت التجارب أن الأس الهيدروجيني داخل السدى يبلغ حوالي 7.8، في حين أن درجة الحموضة في تجويف الثايلاكويد هي 5 وهذا يتوافق مع فرق 600 ضعف في تركيز أيونات H +. تمر أيونات H + عبر البوابة التحفيزية لـ ATP-synthase، وتحدث ظاهرة التناضح الكيميائي هذه أيضًا في الميتوكوندريا.